# Atletica leggera ai Giochi della XXIX Olimpiade - 800 metri piani maschili
Ai Giochi della XXIX Olimpiade, tenutisi a Pechino nel 2008, la competizione degli 800 metri piani maschili si è svolta dal 20 al 23 agosto presso lo Stadio nazionale di Pechino.

## Presenze ed assenze dei campioni in carica
| Competizione         | Atleta             | Prestazione | Pechino 2008 |
| -------------------- | ------------------ | ----------- | ------------ |
| Olimpiadi 2004       | Jurij Borzakovskij | 1'44” 45    | Presente     |
| Commonwealth 2006    | Alex K. Rono       | 1'45” 88    | Non qual.    |
| Europei 2006         | Bram Som           | 1'46” 56    | Assente      |
| Coppa del mondo 2006 | Yusuf Saad Kamel   | 1'44” 98    | Presente     |
| Asiatici 2006        | Yusuf Saad Kamel   | 1'45” 74    | Presente     |
| Panamericani 2007    | Yeimer López       | 1'44” 58    | Presente     |
| Africani 2007        | Abubaker Kaki      | 1'45” 22    | Presente     |
| Mondiali 2007        | Alfred Kirwa Yego  | 1'47” 09    | Presente     |
|                      |                    |             |              |
| Mondiali junior 2004 | Majed Sultan       | 1'47” 33    | Assente      |

1. ↑  Sotto la bandiera del Bahrein.

## Gara
Il più veloce in batteria è Wilfred Bungei con 1'44"90.
Il regolamento prevede 3 semifinali: ciò significa che si qualificano i primi 2 di ogni serie (più i 2 migliori tempi). Ne fa le spese il campione uscente Jurij Borzakovskij, che nella prima semifinale, lenta, giunge terzo alle spalle di Bungei e del cubano Yeimer López. Un altro escluso eccellentè è Mbulaeni Mulaudzi (che corre più veloce di López ma finisce sesto nella sua serie). Ha una controprestazione il primatista mondiale stagionale, Abubaker Kaki che finisce ultimo nella seconda serie. Il miglior tempo delle semifinali è di Alfred Kirwa Yego (campione mondiale in carica) con 1'44"73.
Per la prima volta nella storia olimpica, nessun atleta europeo partecipa alla finale.
È una gara tattica, che Bungei controlla dall'inizio alla fine, passando ai 400 in 53"35 e ai 600 in 1'19"17.
Si presenta sul rettilineo d'arrivo davanti al sudanese Ismail e a López; lancia la volata e Ismail gli rimane incollato fino al traguardo. Tra i primi due ci sono solo 5 centesimi. López, invece, si fa rimontare e finisce sesto. Terzo è Alfred Kirwa Yego, seguito dal canadese Reed (erano stati primo e secondo ai mondiali del 2007).

## Batterie
20 agosto.
Si qualificano per le Semifinali i primi 2 classificati di ogni batteria. Vengono ripescati gli 8 migliori tempi degli esclusi.

### 1ª Batteria
| Pos | Corsia | Atleta                | Paese     | Tempo   | Note |
| --- | ------ | --------------------- | --------- | ------- | ---- |
| 1   | 6      | Wilfred Bungei        | Kenya     | 1'44"90 | Q    |
| 2   | 3      | Jurij Borzakovskij    | Russia    | 1'45"15 | Q    |
| 3   | 4      | Nadjim Manseur        | Algeria   | 1'45"62 | q    |
| 4   | 5      | Fabiano Peçanha       | Brasile   | 1'46"54 | q    |
| 5   | 2      | Thomas Chamney        | Irlanda   | 1'47"66 |      |
| 6   | 7      | Lachlan Renshaw       | Australia | 1'49"19 |      |
| 7   | 8      | Ehsan Mohajer Shojaei | Iran      | 1'49"25 |      |

### 2ª Batteria
| Pos | Corsia | Atleta            | Paese          | Tempo   | Note |
| --- | ------ | ----------------- | -------------- | ------- | ---- |
| 1   | 2      | Abubaker Kaki     | Sudan          | 1'46"98 | Q    |
| 2   | 6      | Mohammed Al-Salhi | Arabia Saudita | 1'47"02 | Q    |
| 3   | 4      | Dmitrij Bogdanov  | Russia         | 1'47"49 |      |
| 4   | 7      | Onalenna Baloyi   | Botswana       | 1'47"89 |      |
| 5   | 5      | Jozef Repcìk      | Slovacchia     | 1'48"64 |      |
| 6   | 8      | Leonardo Price    | Argentina      | 1'49"39 |      |
|     | 3      | Antar Zerguelaïne | Algeria        | DNS     |      |

### 3ª Batteria
| Pos | Corsia | Atleta            | Paese         | Tempo   | Note |
| --- | ------ | ----------------- | ------------- | ------- | ---- |
| 1   | 2      | Michael Rimmer    | Gran Bretagna | 1'47"61 | Q    |
| 2   | 7      | Mbulaeni Mulaudzi | Sudafrica     | 1'47"64 | Q    |
| 3   | 8      | Paweł Czapiewski  | Polonia       | 1'47"66 |      |
| 4   | 3      | Miguel Quesada    | Spagna        | 1'48"06 |      |
| 5   | 6      | Xiangyu Li        | Cina          | 1'48"44 |      |
| 6   | 4      | Vitalij Kozlov    | Lituania      | 1'48"96 |      |
| 7   | 5      | Samwel Mwera      | Tanzania      | 1'50"67 |      |
|     | 9      | Nick Willis       | Nuova Zelanda | DNS     |      |

### 4ª Batteria
| Pos | Corsia | Atleta               | Paese       | Tempo   | Note |
| --- | ------ | -------------------- | ----------- | ------- | ---- |
| 1   | 6      | Nick Symmonds        | Stati Uniti | 1'46"01 | Q    |
| 2   | 8      | Alfred Kirwa Yego    | Kenya       | 1'46"04 | Q    |
| 3   | 9      | Antonio Manuel Reina | Spagna      | 1'46"30 | q    |
| 4   | 5      | Andy González        | Cuba        | 1'46"59 |      |
| 5   | 4      | Mouhssin Chehibi     | Marocco     | 1'46"75 |      |
| 6   | 7      | Eduar Villanueva     | Venezuela   | 1'47"64 |      |
| 7   | 3      | Dinh Cong Nguyen     | Vietnam     | 1'52"06 |      |
| 8   | 2      | Derek Mandell        | Guam        | 1'57"48 | RP   |

### 5ª Batteria
| Pos | Corsia | Atleta                 | Paese      | Tempo   | Note |
| --- | ------ | ---------------------- | ---------- | ------- | ---- |
| 1   | 4      | Manuel Olmedo          | Spagna     | 1'45"78 | Q    |
| 2   | 5      | Ismail Ahmed Ismail    | Sudan      | 1'45"87 | Q    |
| 3   | 8      | Gary Reed              | Canada     | 1'46"02 | q    |
| 4   | 7      | Dmitrijs Miļkevičs     | Lettonia   | 1'47"12 |      |
| 5   | 2      | Samson Ngoepe          | Sudafrica  | 1'47"42 |      |
| 6   | 3      | Aunese Curreen         | Samoa      | 1'47"45 | RN   |
| 7   | 6      | Souleymane Ould Chebal | Mauritania | 1'57"43 |      |
|     | 9      | Oleg Juravlyov         | Uzbekistan | NP      |      |

### 6ª Batteria
| Pos | Corsia | Atleta                   | Paese       | Tempo   | Note |
| --- | ------ | ------------------------ | ----------- | ------- | ---- |
| 1   | 8      | Amine Laâlou             | Marocco     | 1'47"86 | Q    |
| 2   | 5      | Abraham Chepkirwok       | Uganda      | 1'47"93 | Q    |
| 3   | 7      | Jakub Holuša             | Rep. Ceca   | 1'48"19 |      |
| 4   | 3      | Christian Smith          | Stati Uniti | 1'48"20 |      |
| 5   | 9      | Kléberson Davide         | Brasile     | 1'48"53 |      |
| 6   | 4      | Achraf Tadili            | Canada      | 1'48"87 |      |
| 7   | 6      | Fadrique Iglesias        | Bolivia     | 1'50"57 |      |
| 8   | 2      | Mohammed Ahmed Al-Yafaee | Uzbekistan  | 1'54"82 |      |

### 7ª Batteria
| Pos | Corsia | Atleta            | Paese        | Tempo   | Note |
| --- | ------ | ----------------- | ------------ | ------- | ---- |
| 1   | 3      | Mohammad Al-Azemi | Kuwait       | 1'46"94 | Q    |
| 2   | 8      | Yusuf Saad Kamel  | Bahrein      | 1'46"94 | Q    |
| 3   | 5      | Robert Lathouwers | Paesi Bassi  | 1'46"94 |      |
| 4   | 2      | Andrew Wheating   | Stati Uniti  | 1'47"05 |      |
| 5   | 7      | Abdoulaye Wagne   | Senegal      | 1'47"50 |      |
| 6   | 4      | Aldwyn Sappleton  | Giamaica     | 1'48"19 |      |
| 7   | 6      | Sergey Pakura     | Kirghizistan | 1'50"54 |      |

### 8ª Batteria
| Pos | Corsia | Atleta               | Paese     | Tempo   | Note |
| --- | ------ | -------------------- | --------- | ------- | ---- |
| 1   | 5      | Yeimer López         | Cuba      | 1'45"66 | Q    |
| 2   | 6      | Boaz Kiplagat Lalang | Kenya     | 1'45"72 | Q    |
| 3   | 4      | Nabil Madi           | Algeria   | 1'45"75 | q    |
| 4   | 2      | Marcin Lewandowski   | Polonia   | 1'45"89 | q    |
| 5   | 3      | Belal Mansoor Ali    | Bahrein   | 1'45"95 | q    |
| 6   | 7      | Sajad Moradi         | Iran      | 1'46"10 | q    |
| 7   | 8      | Yassine Bensghir     | Marocco   | 1'46"88 |      |
| 8   | 9      | Mikko Lahtio         | Finlandia | 1'47"20 |      |

Legenda:
Q = Qualificato per le semifinali;

q = Ripescato per le semifinali;

RN = Record nazionale;

RP = Record personale;

NP = Non partito;

Rit. = Ritirato. 

## Semifinali
21 agosto.

Accedono alla Finale i primi 2 di ciascuna semifinale. Vengono ripescati i 2 migliori tempi degli esclusi.

### 1ª Semifinale
Ore 19:50.
| Pos | Corsia | Atleta             | Paese          | Tempo   | Note |
| --- | ------ | ------------------ | -------------- | ------- | ---- |
| 1   | 8      | Wilfred Bungei     | Kenya          | 1'46"23 | Q    |
| 2   | 5      | Yeimer López       | Cuba           | 1'46"40 | Q    |
| 3   | 7      | Jurij Borzakovskij | Russia         | 1'46"53 |      |
| 4   | 4      | Amine Laâlou       | Marocco        | 1'45"89 |      |
| 5   | 6      | Nick Symmonds      | Stati Uniti    | 1'46"96 |      |
| 6   | 9      | Mohammed Al-Salhi  | Arabia Saudita | 1'47"14 |      |
| 7   | 2      | Marcin Lewandowski | Polonia        | 1'47"24 |      |
| 8   | 3      | Mohammed Al-Azemi  | Kuwait         | 1'47"65 |      |

### 2ª Semifinale
Ore 19:58.
| Pos | Corsia | Atleta               | Paese     | Tempo   | Note |
| --- | ------ | -------------------- | --------- | ------- | ---- |
| 1   | 5      | Alfred Kirwa Yego    | Kenya     | 1'44"73 | Q    |
| 2   | 6      | Ismail Ahmed Ismail  | Sudan     | 1'44"91 | Q    |
| 3   | 7      | Yusuf Saad Kamel     | Bahrein   | 1'44"95 | q    |
| 4   | 9      | Nadjim Manseur       | Algeria   | 1'45"54 | q    |
| 5   | 8      | Sajad Moradi         | Iran      | 1'46"08 |      |
| 6   | 4      | Mbulaeni Mulaudzi    | Sudafrica | 1'46"24 |      |
| 7   | 2      | Antonio Manuel Reina | Spagna    | 1'46"40 |      |
| 8   | 3      | Fabiano Peçanha      | Brasile   | 1'47"07 |      |

### 3ª Semifinale
Ore 20:06.
| Pos | Corsia | Atleta               | Paese         | Tempo   | Note |
| --- | ------ | -------------------- | ------------- | ------- | ---- |
| 1   | 2      | Nabil Madi           | Algeria       | 1'45"63 | Q    |
| 2   | 4      | Gary Reed            | Canada        | 1'45"85 | Q    |
| 3   | 5      | Boaz Kiplagat Lalang | Kenya         | 1'45"87 |      |
| 4   | 9      | Manuel Olmedo        | Spagna        | 1'45"91 |      |
| 5   | 3      | Belal Mansor Ali     | Bahrein       | 1'46"37 |      |
| 6   | 8      | Michael Rimmer       | Gran Bretagna | 1'48"07 |      |
| 7   | 7      | Abraham Chepkirwok   | Uganda        | 1'49"16 |      |
| 8   | 6      | Abubaker Kaki        | Sudan         | 1'49"19 |      |

Legenda:
- Q = Qualificato per la finale;
- q = Ripescato per la finale;
- RN = Record nazionale;
- RP = Record personale;
- NP = Non partito;
- Rit. = Ritirato.

## Finale

Video della Finale

Sabato 23 agosto 2008; ore 19:30. Stadio nazionale di Pechino.
| Primatista mondiale   | 1'41"11 | Wilson Kipketer | Ritir. 2004 |
| Primatista stagionale | 1'42"69 | Abubaker Kaki   | Presente    |

1. ↑  Record stabilito nel 1997.
2. ↑  Alla data del 1º agosto 2008.

| Pos | Corsia | Atleta              | Paese   | Tempo   | Note |
| --- | ------ | ------------------- | ------- | ------- | ---- |
|     | 3      | Wilfred Bungei      | Kenya   | 1'44"65 |      |
|     | 8      | Ismail Ahmed Ismail | Sudan   | 1'44"70 |      |
|     | 5      | Alfred Kirwa Yego   | Kenya   | 1'44"82 |      |
| 4   | 6      | Gary Reed           | Canada  | 1'44"94 |      |
| 5   | 4      | Yusuf Saad Kamel    | Bahrein | 1'44"95 |      |
| 6   | 7      | Yeimer López        | Cuba    | 1'45"88 |      |
| 7   | 2      | Nabil Madi          | Algeria | 1'45"96 |      |
| 8   | 9      | Nadjim Manseur      | Algeria | 1'47"19 |      |